# Sandigliano
Sandigliano ist eine Gemeinde mit 2573 Einwohnern (Stand 31. Dezember 2023) in der italienischen Provinz Biella (BI), Region Piemont.
Die Nachbargemeinden sind Borriana, Cerrione, Gaglianico, Ponderano und Verrone.

## Geographie
Das Gemeindegebiet umfasst eine Fläche von zehn km².